# Джим Генрі (стрибун у воду)
Джим Генрі (англ. Jim Henry; нар. 4 вересня 1948) — американський стрибун у воду.
Призер Олімпійських Ігор 1968 року.